# Zillion (discotheek)

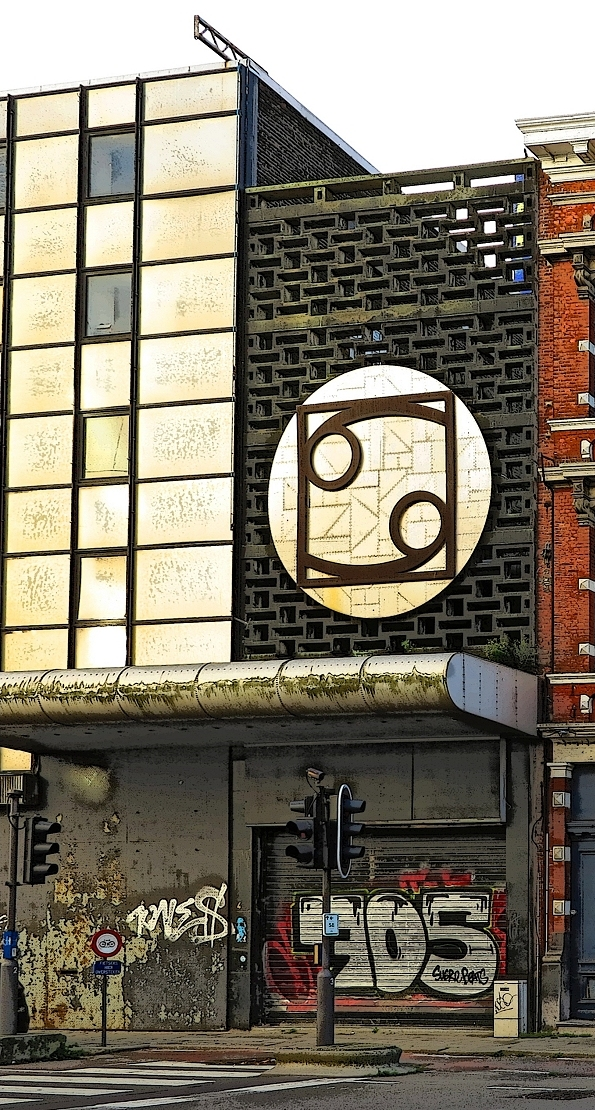
De verloederde ingang aan de Jan van Gentstraat circa 2013

Zillion was een discotheek in de Jan van Gentstraat in de Belgische stad Antwerpen, die bestond van 1997 tot 2001. Ze werd bestuurd door Frank Verstraeten, maar moest uiteindelijk sluiten na diverse illegale praktijken en rechtszaken rond de medewerkers.
Het gebouw waarin de Zillion gehuisvest was, werd in januari 2017 afgebroken om plaats te maken voor een nieuwbouwproject genaamd "The Residence".

## Geschiedenis
Op 16 oktober 1997 gingen de deuren van de Zillion open zonder de mediahype die de discotheek later zou kennen. De meeste bezoekers kwamen uit de provincie Antwerpen en Nederland. Opvallend aan de discotheek was de immense technische infrastructuur. Na de opkomst van eerdere megadiscotheken als Dockside (nu Versuz) in Hasselt en BOCCA (voorheen Riva, The Temple, later Boccaccio) in Destelbergen waren er weinig nieuwe dansketen meer opengegaan en genoten vooral kleinere, gespecialiseerde discotheken grote populariteit. De Zillion vulde dit gat in de markt perfect in, onder meer dankzij een lichtshow die volledig roteerde om de dansvloer en 500 intelligente spots, zoals moving heads en scans. Daarnaast werd, om het visuele aspect te versterken, gebruikgemaakt van industrierobots, vuurwerk, confettikanonnen, een aquarium en een dansvloer die hydraulisch ongeveer 25 cm kon wegvallen. De muziekstijl kon onder de noemer dance en trance geplaatst worden.
De Zillion kende verschillende resident dj's zoals Sven Lanvin, Alain Faber, Alain Cornet, David, Dave Lambert, Mike Thompson, Fou, Levi, Olivier Pieters, Bart Maes, Tom Leclerq, Kevin Belushi, Mario en Elof de Neve.
De zaal werd ook regelmatig gebruikt voor grote televisie-evenementen van TMF en andere jongerenzenders. Zo werden er op 22 oktober 1999 de TMF Awards gehouden met Prins Laurent als eregast.

### Wettelijke problemen
Al vanaf het begin waren er allerlei problemen met de Zillion. Verstraeten zou een bouwvergunning hebben aangevraagd om een sportcomplex om te bouwen tot een multifunctionele ruimte waarvan de discotheek slechts een klein onderdeel zou hebben gevormd. Er zou plaats zijn voorzien voor maximaal 3.999 bezoekers. In de praktijk bleken de beloofde sport- en theaterzalen niet te bespeuren en werd er plaats geboden aan 6.000 mensen. Diezelfde openingsmaand al werden er PV's opgetekend voor het niet naleven van de bouwvergunning, brandgevaar en geluidshinder.
De discotheek werd de jaren erna met verschillende criminele activiteiten in verband gebracht, zoals wapenbezit, opslag van vuurwerk zonder vergunning, omkoping, witwasoperaties en fiscale fraude, heling, handel met voorkennis, openbare zedenschennis en handtastelijk gedrag.
Discotheek BBC kocht spullen die in de Zillion stonden tijdens de openbare verkoop, waaronder de big fan, een grote ventilator. De truss kaders van de spin keerden terug naar Techno-Construct. Het zwembad werd gekocht door Club Famous, maar werd nooit terug opgebouwd. 
De gebouwen werden aangekocht door stadsontwikkelingsmaatschappij AG Vespa en begin 2017 gesloopt. De bewegende podia, de vallende dansvloer en de spin-constructie gingen hierbij onherroepelijk verloren. Enkele enthousiastelingen konden nog delen van de star gate en het logo recupereren.

## Media
In 2021 startten de opnames voor de film Zillion. De première vond plaats op 26 oktober 2022 in Kinepolis Antwerpen.
Op 19 juli 2023 verscheen de docureeks Zillion, the Lost Tapes op Streamz, met nooit eerder vertoonde beelden uit de privécollectie van Verstraeten en getuigenissen van ex-werknemers en -klanten.
1. King of my Castle
2. What happens in the VIP, stays in the VIP
3. Sex on the dancefloor
4. The kingdom has fallen